# 로토역
로토역(이탈리아어: Lotto)은 밀라노 지하철 1호선과 5호선 이 만나는 환승역이다. 1964년에 문을 열었으며 로토 광장 (Piazzale Lotto)에 위치해 있다.

## 역사
1964년 11월 1일, 1호선의 '세스토 마렐리 - 로토' 구간이 처음으로 개통하면서 정식 영업을 시작했다. 이후 1966년 4월 2일 파가노-감바라 지선이 개통되기 전까지는 1호선의 유일한 종착역이었으며, 1975년 12월 8일에 QT8 역이 문을 열기 전까지는 1호선 서쪽 지선의 종착역이었다.
2015년 4월 29일부터 밀라노 지하철 5호선이 산 시로 스타디오 역까지 3차 연장 개통되면서 이 역을 지나가게 되어 환승역이 되었다.

## 시설
이 역에는 다음과 같은 시설이 있다.
- 에스컬레이터
- 승차권 자동 판매기
- 역 감시카메라
- 바
- 화장실